# A Yamada család
A Yamada család (ホーホケキョとなりの山田くん; Hóhokekjo tonari no Jamada-kun; Hepburn: Hōhokekyo tonari no Yamada-kun; angol címén My Neighbors the Yamadas) 1999-ben bemutatott japán animációs vígjáték Takahata Iszao rendezésében. Alapját Isii Hiszaicsi Nono-csan című mangája adta. A filmet a Studio Ghibli készítette, zenéjét Jano Akiko szerezte.
A film főszereplőit Maszuoka Tóru, Aszaoka Jukidzsi, Iszobata Hajato, Uno Naomi, Araki Maszako, Jano Akiko és Janagija Koszandzsi szeijúk szólaltatják meg.
A Yamada család bemutatója 1999. július 17-én volt a japán mozikban, a Toho forgalmazásában. VHS-en és DVD-n a Walt Disney Studios Home Entertainment adta ki 2000-ben. Észak-Amerikában szintén a Walt Disney Studios Home Entertainment jelentette meg DVD-n 2005-ben. Magyarországon 2007-ben adta ki DVD-n a Best Hollywood, a televízióban az M1, a Film+ 2, a Film+ és a Digi Film vetítette.
A Studio Ghibli más filmjeivel ellentétben A Yamada család anime stílus helyett stilizált képregény ábrázolást használ.

## Cselekmény
A filmnek nincs összefüggő cselekménye, hanem számos kis történetre tagolódik, amelyek egy „átlagos” japán család mindennapjaiból merítenek. A Jamada család tagjai: Takasi és Macuko (apa és anya), Sige (Macuko anyja), Noboru (13 év körüli fiúgyermek), Nonoko (5 év körüli lánygyermek) és Pocsi (a család kutyája).
Minden történet saját címmel rendelkezik, és többnyire a családban előforduló problémákra fókuszálnak, mint a gyermek elvesztése egy bevásárlóközpontban, apa és fia vagy férj és feleség közötti kapcsolat, az idősek bölcsessége, táska otthon felejtése, összetűzés a helyi vagányokkal vagy az első barátnő. Mindegyik humorral átszőtt, és hihető képet ad a családi életről, miközben átlépi a kulturális határokat. Főként a családfő és felesége közötti kapcsolat kerül előtérbe, kidomborítva rivalizálásukat, például a televíziókapcsolóért folytatott „harcukat”, de a film fő témája egymás szeretete hibáink ellenére, így Takasi és Macuko a lehető legjobb szülők szeretnének lenni gyermekeik számára.
A történetek:
- Bevezető képsorok
- A család széthullása
- A házvezetők gyöngye
- Házasság Yamada módra
- Apa-fia kapcsolat
- Az apai tekintély helyreállítása
- Az apa, mint példakép
- Pillanatok a Yamada család életéből
- Dinamikus páros
- A mesterszakács
- Gyömbéres reggelek
- Bűnbánat
- A szépség mulandó, az élet viszont hosszú
- A korral nem jár együtt a bölcsesség
- Ifjúság…, áh!
- Újabb pillanatok a Yamada család életéből
- Saját utakon - Krokett-bajnokság
- A legjobb taktika az őszinteség
- Yamada részlegvezető
- Epilógus

A legtöbb történet végén ismert japán költők, mint Macuo Basó, Josza Buszon vagy Taneda Szantóka haikuiból hangzanak el idézetek.

## Szereplők
| Szereplő                                                   | Japán hang          | Angol hang         | Magyar hang      |
| ---------------------------------------------------------- | ------------------- | ------------------ | ---------------- |
| Jamada Takasi (山田たかし; Hepburn: Takashi Yamada)        | Maszuoka Tóru       | James Belushi      | Végvári Tamás    |
| Jamada Macuko (山田まつ子; Hepburn: Matsuko Yamada)        | Aszaoka Jukidzsi    | Molly Shannon      | Andresz Kati     |
| Jamada Noboru (山田のぼる; Hepburn: Noboru Yamada)         | Iszobata Hajato     | Daryl Sabara       | Molnár Levente   |
| Jamada Nonoko (山田のの子; Hepburn: Nonoko Yamada)         | Uno Naomi           | Liliana Mumy       | Molnár Ilona     |
| Jamano Sige (山野しげ; Hepburn: Shige Yamano)              | Araki Maszako       | Tress MacNeille    | Halász Aranka    |
| Fudzsivara-szenszei (藤原瞳先生; Hepburn: Fujiwara-sensei) | Jano Akiko          | N/A                | N/A              |
| haikuolvasó                                                | Janagija Koszandzsi | David Ogden Stiers | Cs. Németh Lajos |
| Az esküvőn beszédet mondó néni, Öreg néni a kórházban      | N/A                 | N/A                | Kassai Ilona     |
| főcím, stáblista felolvasása                               | –                   | –                  | Tóth G. Zoltán   |

## Megvalósítás
A Yamada család Isii Hiszaicsi Nono-csan (eredetileg Tonari no Jamada-kun) című jonkoma mangáján alapul. Ez az első teljesen digitális Studio Ghibli-film. Mivel Takahata akvarellhatást kívánt elérni, ezért a hagyományos kézi festés helyett digitális megoldást választott, ezzel A Yamada család lett az első olyan Ghibli-film, ahol a digitalizált kézi rajzokat teljes egészében számítógépen festették ki. Elvétve 3D számítógépes animációt is alkalmaztak.

## Megjelenések

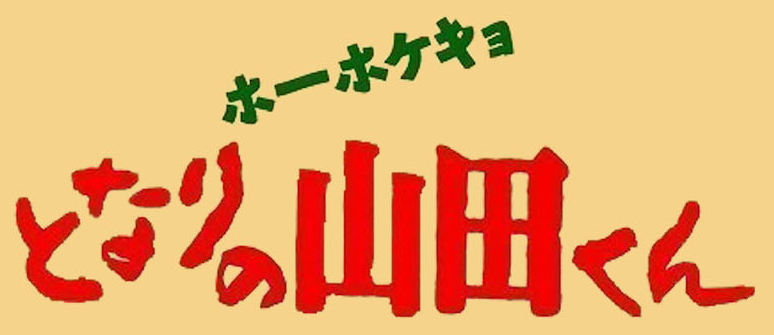
A film eredeti logója

### Japán
A Yamada család bemutatója 1999. július 17-én volt a japán mozikban, a Toho forgalmazásában. VHS-en és DVD-n a Walt Disney Studios Home Entertainment adta ki 2000. november 17-én. A DVD-n japán, angol és francia hangsáv és felirat mellett számos extra, mint a film teljes storyboardja, válogatott képek az eredeti mangából, animált skiccek, kilenc televíziós és mozielőzetes, illetve a III. Lupin: Cagliostro kastélya DVD-megjelenésének előzetese is megtalálható. A kiadványhoz egy 24 oldalas különleges mangát is csatoltak Isii Hiszaicsi tollából.

### Észak-Amerika
Észak-Amerikában szintén a Walt Disney Studios Home Entertainment jelentette meg DVD-n 2005. augusztus 16-án, Takahata egy másik filmjével, a Pom Poko – A tanukik birodalmával együtt. A lemez 5.1-es japán és angol hang mellett, angol feliratot is tartalmaz.

### Magyarország
Magyarországon egy tizenkét részes Studio Ghibli-sorozat tagjaként a Best Hollywood adta ki DVD-n 2007. december 18-án. A DVD magyar, japán és angol szinkron mellett magyar és angol feliratot, illetve ráadásként egy előzetest is tartalmaz. Televízióban az M1 vetítette, először 2009. február 21-én, majd a Film+ 2, a Film+, és a Digi Film is műsorára tűzte.

## Filmzene
A Yamada család zenéjét Jano Akiko szerezte és a Hóhokekjo tonari no Jamada-kun Original Full Soundtrack (ホーホケキョ となりの山田くんオリジナルサウンドトラック家内安全は、世界の願い。; Hepburn: Hōhokekyo tonari no Yamada-kun Orijinaru Furu Saundotorakku) filmzenei albumon adta ki a Tokuma Japan Communications 1999. július 1-jén. A két CD-s kiadvány első lemezén 29, a másodikon 18 szám található. A dalokat rövid zongoratémák jellemzik, a klasszikus darabokat a Cseh Filharmonikus Kamarazenekar adja elő Mario Klemens vezénylésével.
| Hóhokekjo tonari no Jamada-kun Original Full Soundtrack dallista (CD1) | Hóhokekjo tonari no Jamada-kun Original Full Soundtrack dallista (CD1) | Hóhokekjo tonari no Jamada-kun Original Full Soundtrack dallista (CD1) | Hóhokekjo tonari no Jamada-kun Original Full Soundtrack dallista (CD1) | Hóhokekjo tonari no Jamada-kun Original Full Soundtrack dallista (CD1) | Hóhokekjo tonari no Jamada-kun Original Full Soundtrack dallista (CD1) | Hóhokekjo tonari no Jamada-kun Original Full Soundtrack dallista (CD1) | Hóhokekjo tonari no Jamada-kun Original Full Soundtrack dallista (CD1) | Hóhokekjo tonari no Jamada-kun Original Full Soundtrack dallista (CD1) | Hóhokekjo tonari no Jamada-kun Original Full Soundtrack dallista (CD1) |
| #                                                                      | Cím | Hossz                                                                  |                                                                        |                                                                        |                                                                        |                                                                        |                                                                        |                                                                        |                                                                        |
| ---------------------------------------------------------------------- | --- | ---------------------------------------------------------------------- | ---------------------------------------------------------------------- | ---------------------------------------------------------------------- | ---------------------------------------------------------------------- | ---------------------------------------------------------------------- | ---------------------------------------------------------------------- | ---------------------------------------------------------------------- | ---------------------------------------------------------------------- |
| 1.                                                                     | Theme Ⅰ: Ohanasi ga hadzsimaru jo (テーマⅠ お話がはじまるよ; Téma Ⅰ: Ohanasi ga hadzsimaru jo; Hepburn: Tēma Ⅰ: Ohanashi ga hajimaru yo) | 1:46                                                                   |                                                                        |                                                                        |                                                                        |                                                                        |                                                                        |                                                                        |                                                                        |
| 2.                                                                     | Jukaina ongaku Ⅰ: Csotocumósin (愉快な音楽Ⅰ 猪突猛進; Hepburn: Yukai na ongaku Ⅰ: Chototsumōshin; Joyous Music Ⅰ: Going Forward with Reckless Abandon) | 0:25                                                                   |                                                                        |                                                                        |                                                                        |                                                                        |                                                                        |                                                                        |                                                                        |
| 3.                                                                     | Cuckoo Ⅰ: Rasikunai Main Title (カッコウⅠ らしくないメインタイトル; Kakkó Ⅰ: Rasikunai Mein Taitoru; Hepburn: Kakkō Ⅰ: Rashikunai Mein Taitoru; Cuckoo Ⅰ: Rashikunai Main Title) | 0:29                                                                   |                                                                        |                                                                        |                                                                        |                                                                        |                                                                        |                                                                        |                                                                        |
| 4.                                                                     | Chopin: Nocturne dai-1-ban henrotancsó szakuhin 9 no 1 jori (ショパン：ノクターン第1番変ロ短調作品9の1より; Sopan: Nokután dai 1-ban henrotancsó szakuhin 9 no 1 jori; Hepburn: Shopan: Nokutān dai-1-ban henrotanchō sakuhin 9 no 1 yori)                                                                                     | 4:13                                                                   |                                                                        |                                                                        |                                                                        |                                                                        |                                                                        |                                                                        |                                                                        |
| 5.                                                                     | Mahler: Kókjókjoku dai-5-ban dai-1-gakusó ’Szószó kósinkjoku’ jori (マーラー：交響曲第5番第1楽章「葬送行進曲」より; Márá: Kókjókjoku dai-5-ban dai-1-gakusó ’Szószó kósinkjoku’ jori; Hepburn: Mārā: Kōkyōkyoku dai-5-ban dai-1-gakushō ’Sōsō kōshinkyoku’ yori)                                                               | 0:29                                                                   |                                                                        |                                                                        |                                                                        |                                                                        |                                                                        |                                                                        |                                                                        |
| 6.                                                                     | Mendelssohn: Kekkon kósinkjoku (geki ongaku ’Manacu no joru no jume’ jori) jori (メンデルスゾーン：結婚行進曲(劇音楽「真夏の夜の夢」より)より; Menderuszuzón: Kekkon kósinkjoku (geki ongaku ’Manacu no joru no jume’ jori) jori; Hepburn: Menderusuzōn: Kekkon kōshinkyoku (geki ongaku ’Manatsu no yoru no yume’ yori) yori) | 4:22                                                                   |                                                                        |                                                                        |                                                                        |                                                                        |                                                                        |                                                                        |                                                                        |
| 7.                                                                     | Tonari no Jamada-kun no Theme ~Orchestra Version~ (となりの山田くんのテーマ～オーケストラバージョン～; Tonari no Jamada-kun no Téma ~Ókeszutora Bádzson~; Hepburn: Tonari no Yamada-kun no Tēma ~Ōkesutora Bājon~) | 3:35                                                                   |                                                                        |                                                                        |                                                                        |                                                                        |                                                                        |                                                                        |                                                                        |
| 8.                                                                     | Tanosii Bridge Ⅰ (楽しいブリッジⅠ; Tanosii Buriddzsi Ⅰ; Hepburn: Tanoshii Burijji Ⅰ; Tanoshii Bridge Ⅰ) | 0:21                                                                   |                                                                        |                                                                        |                                                                        |                                                                        |                                                                        |                                                                        |                                                                        |
| 9.                                                                     | Theme ni joru Waltz ~Orchestra Version~ (テーマによるワルツ～オーケストラバージョン～; Téma ni joru Varucu ~Ókeszutora Bádzson~; Hepburn: Tēma ni yoru Warutsu ~Ōkesutora Bājon~) | 1:43                                                                   |                                                                        |                                                                        |                                                                        |                                                                        |                                                                        |                                                                        |                                                                        |
| 10.                                                                    | Ikiiki BGM (生き生きBGM) | 3:21                                                                   |                                                                        |                                                                        |                                                                        |                                                                        |                                                                        |                                                                        |                                                                        |
| 11.                                                                    | Inu no Omavari-szan (犬のおまわりさん; Hepburn: Inu no Omawari-san) | 2:25                                                                   |                                                                        |                                                                        |                                                                        |                                                                        |                                                                        |                                                                        |                                                                        |
| 12.                                                                    | Sinpai koto no BGM Ⅰ (心配事のBGMⅠ; Hepburn: Shinpai koto no BGM Ⅰ) | 1:08                                                                   |                                                                        |                                                                        |                                                                        |                                                                        |                                                                        |                                                                        |                                                                        |
| 13.                                                                    | Sinpai koto no BGM Ⅱ (心配事のBGMⅡ; Hepburn: Shinpai koto no BGM Ⅱ) | 0:25                                                                   |                                                                        |                                                                        |                                                                        |                                                                        |                                                                        |                                                                        |                                                                        |
| 14.                                                                    | Júhi no sisszó (夕日の疾走; Hepburn: Yūhi no shissō) | 1:01                                                                   |                                                                        |                                                                        |                                                                        |                                                                        |                                                                        |                                                                        |                                                                        |
| 15.                                                                    | Theme Ⅱ: Jokatta ne (テーマⅡ よかったね; Téma Ⅱ: Jokatta ne; Hepburn: Tēma Ⅱ: Yokatta ne) | 1:11                                                                   |                                                                        |                                                                        |                                                                        |                                                                        |                                                                        |                                                                        |                                                                        |
| 16.                                                                    | Damatte ore ni cuitekoi (だまって俺についてこい; Hepburn: Damatte ore ni tsuitekoi) | 0:33                                                                   |                                                                        |                                                                        |                                                                        |                                                                        |                                                                        |                                                                        |                                                                        |
| 17.                                                                    | Jukaina ongaku Ⅱ: Toriaezu, oszanaide kudaszai (愉快な音楽Ⅱ とりあえず、押さないで下さい; Hepburn: Yukaina ongaku Ⅱ: Toriaezu, osanaide kudasai) | 0:53                                                                   |                                                                        |                                                                        |                                                                        |                                                                        |                                                                        |                                                                        |                                                                        |
| 18.                                                                    | Cuckoo Ⅱ: A, okaeri (カッコウⅡ あ、おかえり; Kakkó Ⅱ: A, okaeri; Hepburn: Kakkō Ⅱ: A, okaeri) | 0:28                                                                   |                                                                        |                                                                        |                                                                        |                                                                        |                                                                        |                                                                        |                                                                        |
| 19.                                                                    | Tanosii Bridge Ⅱ (楽しいブリッジⅡ; Tanoshii Buriddzsi Ⅱ; Hepburn: Tanoshii Burijji Ⅱ; Tanoshii Bridge Ⅱ) | 0:15                                                                   |                                                                        |                                                                        |                                                                        |                                                                        |                                                                        |                                                                        |                                                                        |
| 20.                                                                    | Takasi to Macuko no Tango (たかしとまつ子のタンゴ; Hepburn: Takashi to Matsuko no Tango) | 1:00                                                                   |                                                                        |                                                                        |                                                                        |                                                                        |                                                                        |                                                                        |                                                                        |
| 21.                                                                    | Pom Poko tanuki hajasi (ぽんぽこ狸囃子; Pon Poko tanuki hajasi; Hepburn: Pon Poko tanuki hayashi) | 1:13                                                                   |                                                                        |                                                                        |                                                                        |                                                                        |                                                                        |                                                                        |                                                                        |
| 22.                                                                    | Jukai na ongaku Ⅲ: Karakucsi da ne (愉快な音楽Ⅲ 辛口だね; Hepburn: Yukai na ongaku Ⅲ: Karakuchi da ne) | 0:24                                                                   |                                                                        |                                                                        |                                                                        |                                                                        |                                                                        |                                                                        |                                                                        |
| 23.                                                                    | Csicsioja no hiai (父親の悲哀; Hepburn: Chichioya no hiai) | 0:39                                                                   |                                                                        |                                                                        |                                                                        |                                                                        |                                                                        |                                                                        |                                                                        |
| 24.                                                                    | Dzsijú no rakuen (自由の楽園; Hepburn: Jiyū no rakuen) | 0:23                                                                   |                                                                        |                                                                        |                                                                        |                                                                        |                                                                        |                                                                        |                                                                        |
| 25.                                                                    | Mahler: Kókjókjoku dai-1-ban ’Kjodzsin’ dai-4-gakusó jori (マーラー：交響曲第1番「巨人」第4楽章より; Márá: Kókjókjoku dai-1-ban ’Kjodzsin’ dai-4-gakusó jori; Hepburn: Mārā: Kōkyōkyoku dai-1-ban ’Kyojin’ dai-4-gakushō yori)                                                                                                 | 3:32                                                                   |                                                                        |                                                                        |                                                                        |                                                                        |                                                                        |                                                                        |                                                                        |
| 26.                                                                    | Theme Ⅲ: Haru no ame (テーマⅢ 春の雨; Téma Ⅲ: Haru no ame; Hepburn: Tēma Ⅲ: Haru no ame) | 1:41                                                                   |                                                                        |                                                                        |                                                                        |                                                                        |                                                                        |                                                                        |                                                                        |
| 27.                                                                    | Cuckoo Ⅲ: Strogafgaf (カッコウⅢ ストロガフガフ; Kakkó Ⅲ: Szutorogafugafu; Hepburn: Kakkō Ⅲ: Sutorogafugafu) | 0:27                                                                   |                                                                        |                                                                        |                                                                        |                                                                        |                                                                        |                                                                        |                                                                        |
| 28.                                                                    | Cuckoo Ⅳ: Gomeitó (カッコウⅣ ご名答; Kakkó Ⅳ: Gomeitó; Hepburn: Kakkō Ⅳ: Gomeitō) | 0:27                                                                   |                                                                        |                                                                        |                                                                        |                                                                        |                                                                        |                                                                        |                                                                        |
| 29.                                                                    | Cuckoo Ⅴ: Hajo kara bokentoite (カッコウⅤ はよからボケんといて; Kakkó Ⅴ: Hajo kara bokentoite; Hepburn: Kakkō Ⅴ: Hayo kara bokentoite) | 0:24                                                                   |                                                                        |                                                                        |                                                                        |                                                                        |                                                                        |                                                                        |                                                                        |
| 39:14                                                                  | |                                                                        |                                                                        |                                                                        |                                                                        |                                                                        |                                                                        |                                                                        |                                                                        |

| Hóhokekjo tonari no Jamada-kun Original Full Soundtrack dallista (CD2) | Hóhokekjo tonari no Jamada-kun Original Full Soundtrack dallista (CD2) | Hóhokekjo tonari no Jamada-kun Original Full Soundtrack dallista (CD2) | Hóhokekjo tonari no Jamada-kun Original Full Soundtrack dallista (CD2) | Hóhokekjo tonari no Jamada-kun Original Full Soundtrack dallista (CD2) | Hóhokekjo tonari no Jamada-kun Original Full Soundtrack dallista (CD2) | Hóhokekjo tonari no Jamada-kun Original Full Soundtrack dallista (CD2) | Hóhokekjo tonari no Jamada-kun Original Full Soundtrack dallista (CD2) | Hóhokekjo tonari no Jamada-kun Original Full Soundtrack dallista (CD2) | Hóhokekjo tonari no Jamada-kun Original Full Soundtrack dallista (CD2) |
| #                                                                      | Cím | Hossz                                                                  |                                                                        |                                                                        |                                                                        |                                                                        |                                                                        |                                                                        |                                                                        |
| ---------------------------------------------------------------------- | --- | ---------------------------------------------------------------------- | ---------------------------------------------------------------------- | ---------------------------------------------------------------------- | ---------------------------------------------------------------------- | ---------------------------------------------------------------------- | ---------------------------------------------------------------------- | ---------------------------------------------------------------------- | ---------------------------------------------------------------------- |
| 1.                                                                     | Vaszuremono no Round Ⅰ: Mjóga no asza (忘れ物のロンドⅠ ミョウガの朝; Vaszuremono no Rondo Ⅰ: Mjóga no asza; Hepburn: Wasuremono no Rondo Ⅰ: Myōga no asa) | 1:16                                                                   |                                                                        |                                                                        |                                                                        |                                                                        |                                                                        |                                                                        |                                                                        |
| 2.                                                                     | Vaszuremono no Round Ⅱ: Mjóga no asza (忘れ物のロンドⅡ ミョウガの朝; Vaszuremono no Rondo Ⅱ: Mjóga no asza; Hepburn: Wasuremono no Rondo Ⅱ: Myōga no asa) | 1:19                                                                   |                                                                        |                                                                        |                                                                        |                                                                        |                                                                        |                                                                        |                                                                        |
| 3.                                                                     | Szakura szakura (さくら さくら; Hepburn: Sakura sakura) | 0:45                                                                   |                                                                        |                                                                        |                                                                        |                                                                        |                                                                        |                                                                        |                                                                        |
| 4.                                                                     | Albinoni: Adagio jori (アルビノーニ：アダージョより; Arubinóni: Adádzso jori; Hepburn: Arubinōni: Adājo yori) | 2:07                                                                   |                                                                        |                                                                        |                                                                        |                                                                        |                                                                        |                                                                        |                                                                        |
| 5.                                                                     | Vakamonotacsi (若者たち; Hepburn: Wakamonotachi) | 1:42                                                                   |                                                                        |                                                                        |                                                                        |                                                                        |                                                                        |                                                                        |                                                                        |
| 6.                                                                     | Cuckoo Ⅵ: Nacu no jume (カッコウⅥ 夏の夢; Kakkó Ⅵ: Nacu no jume; Hepburn: Kakkō Ⅵ: Natsu no yume) | 0:28                                                                   |                                                                        |                                                                        |                                                                        |                                                                        |                                                                        |                                                                        |                                                                        |
| 7.                                                                     | Jukai na ongaku Ⅴ: Gakuen va tanosi (愉快な音楽Ⅴ 学園は楽し; Hepburn: Yukai na ongaku Ⅴ: Gakuen wa tanoshi) | 0:50                                                                   |                                                                        |                                                                        |                                                                        |                                                                        |                                                                        |                                                                        |                                                                        |
| 8.                                                                     | Dokidoki BGM (ドキドキBGM) | 0:46                                                                   |                                                                        |                                                                        |                                                                        |                                                                        |                                                                        |                                                                        |                                                                        |
| 9.                                                                     | Denvaszen (電話線; Hepburn: Denwasen) | 2:55                                                                   |                                                                        |                                                                        |                                                                        |                                                                        |                                                                        |                                                                        |                                                                        |
| 10.                                                                    | J.S. Bach: Prelude to Fugue dai-8-ban henho tancsó (BWV853) jori Prelude (J.S.バッハ：プレリュードとフーガ 第8番変ホ短調(BWV853)よりプレリュード; J. S. Bahha: Purerjúdo to fúga dai-8-ban henho tancsó (BWV 853) jori purerjúdo; Hepburn: J. S. Bahha: Pureryūdo to fūga dai-8-ban henho tanchō (BWV 853) yori Pureryūdo) | 4:14                                                                   |                                                                        |                                                                        |                                                                        |                                                                        |                                                                        |                                                                        |                                                                        |
| 11.                                                                    | Jóki na ongaku Ⅲ: Vaga michi vo iku (陽気な音楽Ⅲ 我が道を行く; Hepburn: Yōki na ongaku Ⅲ: Waga michi wo iku) | 1:16                                                                   |                                                                        |                                                                        |                                                                        |                                                                        |                                                                        |                                                                        |                                                                        |
| 12.                                                                    | Vaszuremono no Round (Bridge) (忘れ物のロンド ～ブリッジ～; Vaszuremono no Rondo (Buriddzsi); Hepburn: Wasuremono no Rondo (Burijji)) | 0:27                                                                   |                                                                        |                                                                        |                                                                        |                                                                        |                                                                        |                                                                        |                                                                        |
| 13.                                                                    | Vaszuremono no Round Ⅲ: Zenkó no szuszume (忘れ物のロンドⅢ 善行のすすめ; Vaszuremono no Rondo Ⅲ: Zenkó no szuszume; Hepburn: Wasuremono no Rondo Ⅲ: Zenkō no susume) | 0:36                                                                   |                                                                        |                                                                        |                                                                        |                                                                        |                                                                        |                                                                        |                                                                        |
| 14.                                                                    | Gekkó kamen sudaika ’Gekkó kamen wa daredesou’ (月光仮面主題歌「月光仮面はだれでしょう」; Hepburn: Gekkō kamen shudaika ’Gekkō kamen wa daredeshou’) | 3:24                                                                   |                                                                        |                                                                        |                                                                        |                                                                        |                                                                        |                                                                        |                                                                        |
| 15.                                                                    | Jume jaburete (夢破れて; Hepburn: Yume yaburete) | 0:24                                                                   |                                                                        |                                                                        |                                                                        |                                                                        |                                                                        |                                                                        |                                                                        |
| 16.                                                                    | L. Mozart: Omocsa no kókjókjoku dai-2-gakusó Minuet (L.モーツアルト：玩具の交響曲 第2楽章メヌエット; L. Mócuaruto: Omocsa no kókjókjoku dai-2-gakusó Menuetto; Hepburn: L. Mōtsuaruto: Omocha no kōkyōkyoku dai-2-gakushō Menuetto)                                                                                        | 2:27                                                                   |                                                                        |                                                                        |                                                                        |                                                                        |                                                                        |                                                                        |                                                                        |
| 17.                                                                    | Ahogy lesz, úgy lesz (ケ・セラ・セラ; Ke Szera Szera; Hepburn: Ke Sera Sera; Que Sera, Sera (Whatever Will Be, Will Be)) | 3:20                                                                   |                                                                        |                                                                        |                                                                        |                                                                        |                                                                        |                                                                        |                                                                        |
| 18.                                                                    | Hitoriboccsi va jameta [QUIT BEING ALONE] (ひとりぼっちはやめた [QUIT BEING ALONE]; Hepburn: Hitoribocchi wa yameta [QUIT BEING ALONE]) | 3:57                                                                   |                                                                        |                                                                        |                                                                        |                                                                        |                                                                        |                                                                        |                                                                        |
| 39:14                                                                  | |                                                                        |                                                                        |                                                                        |                                                                        |                                                                        |                                                                        |                                                                        |                                                                        |

## Fogadtatás
A Yamada család az 1999-es Japan Media Arts Festivalon Kiválóság díjban részesült. A Rotten Tomatoes filmkritikai oldalon 78%-ban pozitív értékelést kapott és kilenc kritika alapján 6,94/10-es átlagpontozást állapítottak meg.
A T.H.E.M. Anime Reviews egy kellemes filmnek nevezte A Yamada családot, amely ugyan nem hagy mély benyomást, de egy olyan stílust képvisel, ami miközben humoros, inkább csiklandoz és szórakoztat, semmint megnevettet. 4/5 csillagos értékelést adott a filmnek. A The Nihon Review szerint a film végén hallható Ahogy lesz, úgy lesz (Que Sera, Sera) című szám tökéletesen illeszkedett a film szellemiségéhez, amely komolytalanul mutatja be a családi életet. 7/10 pontra értékelte a filmet. Az IGN összesítve 7,5/10 pontot adott, dicsérve a jól kivitelezett humort, de negatívumként emelte ki az egyes történetek közötti ellentmondásokat.
Az Absolute Anime ismertetőjében olyannak látja A Yamada családot, mintha egy képregény kelt volna életre animáció formájában, ami ugyan a vizuális stílusához jól illeszkedik, de emiatt nincs egységes, összefüggő története. A Film4 ismertetőjében így összegez: „[A Yamada család] egy egyedülálló Ghibli-alkotás, ez a rosszul működő család pihekönnyű, szentimentális portréja rendelkezik egy kísérleti jelleggel, ami fölé emeli annak, hogy puszta lábjegyzet legyen a stúdió történetében”. A What Culture szerint „A Yamada család egy megható emberi történet, ami olyan sok alkalmi áhítattal foglalkozik az élet örömeivel és bánataival, mint a Pixar Fel című filmje”. A DVD Talk szerint a film egy „nagyszerű darab”, ami „varázsával és szelíd humorával” a fiatalokat és az időseket is megnevetteti.
A CCM-Entropy kritikusa a legrosszabb és legkevésbé élvezhető Ghibli-filmnek tartja A Yamada családot, melyet egyrészt a szokatlan, képregényszerű ábrázolásmóddal, másrészt a kohézió nélküli, apró történetekre osztott cselekménnyel magyaráz. A szereplők egymáshoz való viszonyát viszont érdekesnek találta.
Az AnimeStars szerint A Yamada család „egy igazán szórakoztató, még ha váratlan alkotás is”, utalva a film Ghiblitől szokatlan arculatára. Dicsérte a japán családmodell hiteles, „életszagú” bemutatását, de negatívumként említette, hogy a széttöredezett története miatt egész estés filmként „bajosan állja meg a helyét”.